# Herói da RDA
O título honorário de Herói da RDA (em alemão:  Held der DDR), instituído em 28 de outubro de 1975, era a mais alta honraria de Estado da República Democrática Alemã (RDA). Foi premiado pela primeira vez em 28 de novembro de 1975 pelo Politburo do SED e dezessete vezes ao todo. Onze pessoas foram agraciadas.

## Condições de premiação
O título honorário poderia ser concedido a pessoas que, por suas realizações e serviços notáveis, realizaram feitos heróicos pela República Democrática Alemã, por seu desenvolvimento e fortalecimento, seu reconhecimento e autoridade internacional e pela eficácia de sua proteção militar. Exigiam-se qualidades de disponibilidade e abnegação, coragem e valentia, qualidades que algumas pessoas souberam demonstrar, como:
- combatentes da resistência clandestina e militar contra o fascismo
- membros do Exército Popular Nacional e outras instituições de segurança da RDA
- cidadãos da RDA em ligação com instituições de segurança da RDA
- cidadãos de países estrangeiros em casos especiais
- astronauta na entrega do título honorário "Cosmonauta da aviação da República Democrática Alemã"

## Medalha e privilégios
Seguindo o exemplo do título honorário soviético de Herói da União Soviética, o título de Herói da RDA incluía a medalha Estrela de Ouro, um certificado e um prêmio monetário e, a partir de 1978, o prêmio obrigatório da Ordem de Karl Marx. Ambas as condecorações deveriam ser devolvidas ao Estado após a morte do premiado.
Originalmente, uma cota de dez títulos foi planejada para um ano. Era possível receber várias vezes o título.

## Primeiras premiações do título
O título recém-criado foi concedido pela primeira vez ao General Heinz Hoffmann em 28 de novembro de 1975 por ocasião do seu 65º aniversário. O primeiro estrangeiro a receber a distinção foi Leonid Brezhnev, em 13 de dezembro de 1976. Este último recebeu a distinção três vezes.
Dos 11 detentores do título, dois ainda estão vivos hoje (2022), nomeadamente os cosmonautas Vladimir Kovalyonok e Alexander Ivanchenkov, que receberam a visita de Valeri Bykowski e Sigmund Jähn em 1978 como tripulação EO-2 da estação espacial Salyut 6. O cosmonauta Sigmund Jähn († 2019) foi o último portador do título e também cidadão da RDA.

## Agraciados

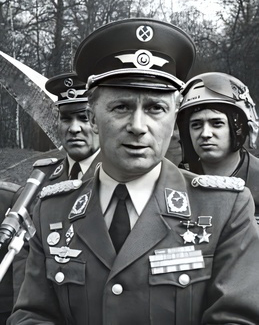
Sigmund Jähn com suas medalhas de Herói da RDA e Herói da União Soviética, abril de 1981.

### Membros do governo da RDA
- 1975 e 1980: Heinz Hoffman
- 1975 e 1982: Erich Mielke
- 1975 e 1983: Friedrich Dickel
- 1982 e 1987: Erich Honecker
- 1984: Willi Stoph

### Membros do Governo daUnião Soviética
- 1976, 1979 e 1981: Leonid Brejnev
- 1985: Nikolai Tikhonov

### Cosmonautas
- 1978: Sigmund Jahn
- 1978: Valery Bykovsky
- 1978: Vladimir Kovalionok
- 1978: Alexandre Ivanchenkov

## Classificação dos prêmios de Estado da RDA
Para a atribuição de condecorações foi estabelecida uma classificação por regulamento do Diário Jurídico da RDA, que refletia também o valor da respetiva honraria. No lado superior esquerdo do peito deveriam ser usados na seguinte ordem:
1. Medalha do título honorário Herói da RDA
2. Ordem de Karl Marx
3. Medalha do título honorário de Herói do Trabalho
4. Estrela da Amizade das Nações
5. Ordem Patriótica do Mérito
6. Bandeira do Trabalho
7. Ordem de Scharnhorst
8. Ordem de Blücher
9. Medalha de Batalha "Pelos serviços prestados ao povo e à pátria"